# Штайнбург (район)
Штайнбург (нім. Steinburg) — район у Німеччині, у складі федеральної землі Шлезвіг-Гольштейн. Адміністративний центр — місто Ітцего.

## Населення
Населення району становить 130 706 осіб (станом на 31 грудня 2020).

## Адміністративний поділ
Район складається з трьох самостійних міст, а також 108 міст і громад (нім. Gemeinden), об'єднаних в 7 об'єднань громад (нім. Ämter).
Дані про населення наведені станом на 31 грудня 2020. Зірочками (*) позначені центри об'єднань громад.
| Незалежні міста:                                                                     | Незалежні міста: |
| ------------------------------------------------------------------------------------ | ---------------- |
| - 1. Вільстер, місто (4301) - 2. Глюкштадт, місто (10779) - 3. Ітцего, місто (31796) |                  |

Об'єднання громад:
| - 1. Брайтенбург (8647) 1. Аууфер (136) 2. Брайтенберг (343) 3. Брайтенбург * (1219) 4. Вестермор (404) 5. Віттенберген (161) 6. Еліксдорф (1533) 7. Кольмор (33) 8. Кронсмор (177) 9. Легердорф (2660) 10. Мордік (112) 11. Мюнстердорф (1869) - 2. Горст-Герцгорн (15892) 1. Альтенмор (213) 2. Бломеше-Вільдніс (639) 3. Борсфлет (718) 4. Герцгорн (1139) 5. Гоенфельде (890) 6. Горст * (5726) 7. Енгельбрехче-Вільдніс (862) 8. Зоммерланд (742) 9. Кібіцрайге (2202) 10. Кольмар (1687) 11. Кремпдорф (230) 12. Ноєндорф-бай-Ельмсгорн (844) - 3. Ітцего-Ланд (10237) (Центр: Ітцего) 1. Бекдорф (102) 2. Бекмюнде (147) 3. Вінзельдорф (323) 4. Гайлігенштедтен (1501) 5. Гайлігенштедтенеркамп (729) 6. Годорф (199) 7. Гоенаспе (1952) 8. Гує (274) 9. Драге (233) 10. Зільцен (156) 11. Каакс (432) 12. Клефе (548) 13. Круммендік (75) 14. Лобарбек (747) 15. Мельбек (422) 16. Моргузен (79) 17. Ольдендорф (1082) 18. Оттенбюттель (727) 19. Пайссен (273) 20. Шлотфельд (236) | - 4. Келлінгузен (22677) 1. Брокштедт (2069) 2. Віденборстель (12) 3. Вілленшарен (176) 4. Вріст (2319) 5. Вульфсмор (391) 6. Геннштедт (591) 7. Гінгстгайде (77) 8. Гоенлокштедт (6067) 9. Ешебюттель (180) 10. Зарльгузен (470) 11. Кварнштедт (439) 12. Келлінгузен (місто) * (8144) 13. Локштедт (137) 14. Мюленбарбек (264) 15. Поєнберг (388) 16. Раде (105) 17. Росдорф (354) 18. Фіцбек (399) 19. Штеркатен (95) - 5. Кремпермарш (9294) 1. Баренфлет (576) 2. Грефенкоп (320) 3. Дегелінг (1012) 4. Ельскоп (154) 5. Зюдерау (726) 6. Кремпе (місто) * (2346) 7. Кремпергайде (2339) 8. Кремпермор (548) 9. Ноєнброк (692) 10. Ретвіш (581) | - 6. Шенефельд (10675) 1. Аасбюттель (140) 2. Агеторст (195) 3. Бесдорф (241) 4. Бокельрем (147) 5. Бокгорст (140) 6. Вакен (1981) 7. Варрінггольц (303) 8. Гаденфельд (152) 9. Гольстенніндорф (393) 10. Гріббом (428) 11. Кайсборстель (71) 12. Крістіненталь (71) 13. Лофт (409) 14. Нінбюттель (123) 15. Нуттельн (252) 16. Ольденборстель (117) 17. Пешендорф (265) 18. Пульс (563) 19. Реер (727) 20. Фаале (1238) 21. Фаалермор (118) 22. Шенефельд * (2601) - 7. Вільстермарш (6408) (Центр: Вільстер) 1. Байденфлет (846) 2. Брокдорф (981) 3. Бюттель (31) 4. Вевельсфлет (1256) 5. Даммфлет (269) 6. Ебтіссінвіш (49) 7. Еклак (293) 8. Занкт-Маргаретен (790) 9. Кудензе (116) 10. Ландрехт (113) 11. Ландшайде (266) 12. Ноєндорф-Заксенбанде (436) 13. Норторф (838) 14. Штердорф (124) |